# 阿波市立市場小学校
阿波市立市場小学校（あわしりつ いちばしょうがっこう）は、徳島県阿波市市場町市場にある公立小学校。

## 概要

### 校訓
- 尊く
- 強く
- 正しく
- 美しく

## 沿革
- 1873年（明治06年） - 香美小学校を開設。
- 1907年（明治40年） - 市場尋常高等小学校と改称。
- 1941年（昭和16年） - 市場町国民学校と改称。
- 1947年（昭和22年） - 市場町市場小学校と改称。
- 2005年（平成17年） - 町村合併のため阿波市立市場小学校となる。

## 服装
他の阿波市の小学校同様標準服の着用が義務付けられている。

## 全国紙への登場
2008年10月18日の朝日新聞夕刊に、同校6年生の総合学習の風景が掲載された。

## 通学区域が隣接している学校
- 阿波市立八幡小学校
- 阿波市立土成小学校
- 阿波市立大俣小学校
- 阿波市立久勝小学校
- 吉野川市立学島小学校
- 吉野川市立川島小学校